# Vârful Iezeru Mic, Munții Iezer-Păpușa
Iezerul Mic este un vârf muntos din Masivul Iezer-Păpușa, Carpații Meridionali, având o altitudine de 2.409 metri.  